# Julius Wolf
 Ikke at forveksle med Julius Wolff.
Julius Wolf (født 20. april 1862 i Brünn, død 1. maj 1937) var en tysk socialøkonom.
Wolf blev 1888 professor i Zürich, 1897 i Breslau, 1913 ved den Tekniske Højskole i Berlin. Wolf var ophavsmand til "Mitteleuropäischer Wirtschaftsverein", stiftet 21. januar 1904. Foruden talrige specialafhandlinger om socialpolitiske og økonomiske spørgsmål, der alle røber en omfattende lærdom og et åbent blik for de forskellige reformbehov i samtiden, har han navnlig vundet anseelse ved det stort anlagte værk System der Sozialpolitik bind I (Socialismus und kapitalistische Gesellschaftsordnung) (Stuttgart 1892), ikke fortsat, et af de mest betydningsfulde bidrag til den videnskabelige kritik af Marx og hans lære. Wolf bekæmpede også katedersocialismen. Han var grundlægger af tidsskriftet "Zeitschrift für Socialwissenschaft" (Berlin 1898 ff.), hvis redaktør han var indtil 1909.